# Curtiss Fledgling
El Curtiss Fledgling, conocido internamente en Curtiss como Model 48 y Model 51, fue un avión de entrenamiento desarrollado para la Armada de los Estados Unidos a finales de los años 20, siendo denominado en este servicio como N2C.  

## Diseño y desarrollo
El Fledgling fue diseñado como respuesta a un requerimiento de 1927 de la Armada estadounidense por un entrenador primario, y fue seleccionado tras ser evaluado en competencia contra otras catorce propuestas. El Fledgling era un diseño biplano convencional con alas escalonadas de dos vanos de misma envergadura, arriostradas mediante soportes en N. El piloto y el estudiante se sentaban en cabinas abiertas en tándem, y el tren de aterrizaje fijo de patín de cola podía ser fácilmente intercambiado por un gran flotador central y flotadores de equilibrio subalares para realizar entrenamiento de hidroaviones. La Armada ordenó dos lotes del Fledgling, cada uno propulsado por diferentes modelos del motor Wright Whirlwind, fabricándose ambos bajo la designación Model 48 de Curtiss.
Creyendo que el diseño tenía potencial comercial, Curtiss desarrolló el Model 51 como equivalente civil, propulsado por el menos potente motor Curtiss Challenger. La compañía operó 109 de estos aviones en su propia compañía de taxis, el Curtiss Flying Service, durante los años 30. Varios de estos aviones fueron equipados experimentalmente con los mismos motores Wright usados por sus equivalentes militares, como J-1 y J-2, pero no fueron producidos en cantidad. Otra versión experimental, el Fledgling Junior de envergadura reducida, fue producida solo como un único prototipo. Se exportaron varios Model 51 a fuerzas armadas extranjeras para su evaluación: cuatro a Canadá y uno a Checoslovaquia, pero no se produjeron compras. Curtiss también entregó, como mínimo, siete kits de montaje del N2C-1 a Turquía en 1933, como parte de un acuerdo para producir en Curtiss Hawk Model 35 bajo licencia en aquel país. Estos N2C-1 fueron usados como entrenadores por la Fuerza Aérea Turca hasta 1945. Se cree que al menos un N2C-1 fue entregado a Irán como regalo de la Fuerza Aérea Turca.

## Variantes

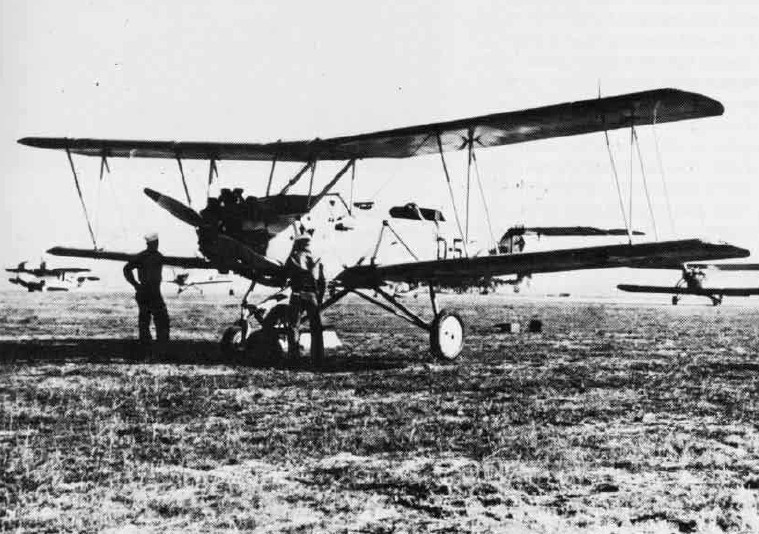
Un blanco aéreo N2C-2, en 1938/39.

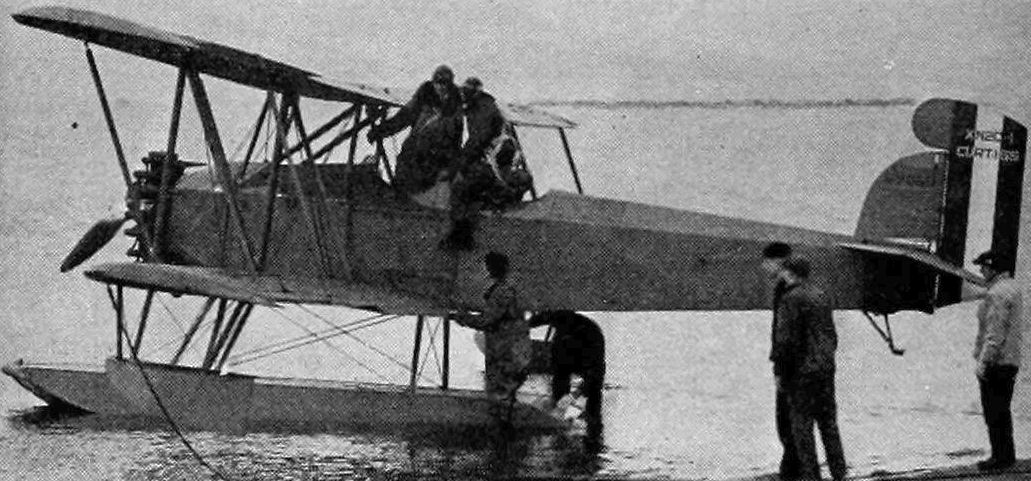
Foto de hidroavión sobre flotadores Curtiss XN2C-1 en la revista Aero Digest de abril de 1928.

Model 48
XN2C-1
Prototipos de la Armada, tres construidos.
N2C-1
Versión de la Armada propulsada por el Wright J-5 Whirlwind, 31 construidos.
N2C-2
Versión de la Armada propulsada por el Wright J-6-7 Whirlwind, 20 construidos.
Model 51
Fledgling
Versión comercial con motor Curtiss Challenger, 109 construidos.
J-1
Versión comercial con motor Wright J-6-5 Whirlwind, cuatro convertidos.
J-2
Versión comercial con motor Wright J-6-7 Whirlwind, construido al estándar N2C-2, dos convertidos.
Fledgling Junior
Versión de envergadura reducida, uno construido.
Fledgling Guardsman
Versiones de conversión civil-militar con motor Challenger.
A-3
Designación dada por el Cuerpo Aéreo del Ejército de los Estados Unidos (USAAC) para el uso del Fledgling como blanco aéreo radio controlado.

## Operadores
Argentina
- Aviación Militar: 2 aviones.

 Brasil
- Ejército Brasileño

 Canadá
- Cuatro aviones.

 Colombia
- Fuerza Aérea Colombiana

 Checoslovaquia
- Solo un avión.

 Estados Unidos
- Curtiss Flying Service
- Armada de los Estados Unidos
- Ejército de los Estados Unidos

 Irán
- Fuerza Aérea Imperial Iraní

 Turquía
- Fuerza Aérea Turca

## Supervivientes
- Museu Aeroespacial en Río de Janeiro, Brasil.
- C/N B-51: Evergreen Aviation & Space Museum en McMinnville (Oregón).

## Especificaciones (N2C-1)
Referencia datos: Curtiss aircraft : 1907-1947

### Características generales
- Tripulación: Dos (piloto y estudiante)
- Longitud: 8,3 m (27,3 ft)
- Envergadura: 11,9 m (39,1 ft)
- Altura: 3,1 m (10,3 ft)
- Superficie alar: 33,9 m² (364,9 ft²)
- Perfil alar: Curtiss C-72[2]
- Peso vacío: 968 kg (2133,5 lb)
- Peso cargado: 1285 kg (2832,1 lb)
- Planta motriz: 1× motor radial de 9 cilindros refrigerado por aire Wright J-5.
  - Potencia: 160 kW (221 HP; 218 CV)
- Hélices: Bipala de paso fijo

### Rendimiento
- Velocidad máxima operativa (Vno): 175 km/h (109 MPH; 94 kt)
- Velocidad crucero (Vc): 140 km/h (87 MPH; 76 kt)
- Alcance: 589 km (318 nmi; 366 mi)
- Techo de vuelo: 4600 m (15 092 ft)
- Régimen de ascenso: 3,5 m/s (695 ft/min)

## Aeronaves relacionadas

### Secuencias de designación
- Secuencia Numérica (interna de Curtiss): ← 44 - 46 - 47 - 48 - 49 - 50 - 51 - 52 - 53 - 54 →
- Secuencia N_C (Entrenadores de la Armada estadounidense, 1922-1948 (Curtiss, 1922-1962)): N2C
- Secuencia A-_ (Blancos aéreos no tripulados del USAAC, 1940-1941): A-1 - A-2 - A-3 - A-4 - A-5 - A-6 →